# Oulton with Woodlesford

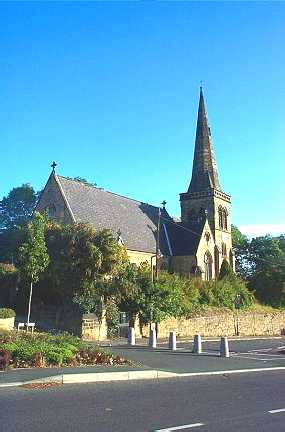
Woodlesford

Oulton with Woodlesford var en civil parish från 1866 till 1937 då den blev en del av Rothwell, i grevskapet West Riding of Yorkshire (nu West Yorkshire), i England. Denna civil parish hade 4 290 invånare år 1931.